# Просто герои
«Просто герои» (иер. трад. 義膽群英, упр. 义胆群英, кант.-рус.: И там кхуань ин, англ. Just Heroes) — криминальный боевик 1989 года. Картина рассказывает о реорганизации гонконгской триады после убийства её лидера.

## Сюжет
После смерти лидера триады возникает внутренний конфликт среди её ключевых фигур за то, чтобы стать новым главой преступной организации. Вай пытается выявить и наказать человека, виновного в смерти бывшего лидера, в чём ему помогает кассета с признаниями предателя. Между тем на семью Сау, новоизбранного лидера триады, нападают, когда он противостоит неизвестным в попытке вернуть организацию под свой контроль. Их действиям мешает Джеки, пытающийся усилить вражду между двумя триадами Гонконга. Конфликт заканчивается тем, что главный предатель, претендующий на ключевой пост в организации, штурмует одно из зданий в попытке устранить всех несогласных, но наталкивается на сопротивление.

## Актёры
Примечание: имена героев переведены с китайских иероглифов на русский с помощью кантонско-русской транскрипции.
- Дэвид Цзян — Вай
- Дэнни Ли[кит.] — Сау
- Чэнь Гуаньтай — Тхай
- Тянь Ню[кит.] — Анна, жена Сау
- Колли Куон[кит.] — Синфай, жена Тхая и бывшая девушка Вая
- У Ма[кит.] — Ма
- Джеймс Вон Чим[кит.] — Вон, юрист
- Стивен Чоу — Джеки
- Син Фуйонь[кит.] — брат Ва
- Джо Ни[кит.] — Ло
- Ти Лун — брат Лун
- Чжао Лэй[кит.] — Чхоу, лидер триады
- Юэ Хуа[кит.] — Нгок, друг Чхоу
- Ку Фэн — приближённый лидера Чхоу
- Пол Чхёнь[кит.] — Чхёнь, друг Чхоу
- Ло Ле — член триады
- Тан Цзя[кит.] — член триады
- Юнь Вопхин — член триады
- Тина Цзинь — жена Чхёня
- Лау Кавин[англ.] — приближённый лидера Чхоу
- Филлип Ко — контрабандист
- Тхинь Чхин — член триады
- Джон Чён — контрабандист
- Чжэн Лэй — член триады
- Билл Тун[кит.] — дядя Куай
- Чен Хонъип — Пиу, водитель
- Ён Чаклам[кит.] — член триады
- Вон Сютхон[кит.] — подчинённый брата Ва
- Алан Чань — подчинённый брата Ва
- Фун Хакъон — информатор
- Цзян Дао — наркокурьер
- Паркман Вон[кит.] — Лэй, офицер полиции
- Рики Вон[кит.] — телохранитель лидера Чхоу
- Алан Нг
- Лау Юккэй — подчинённый Сау
- Джеймс Ха[кит.] — подчинённый Сау
- Дебби Чхёй — девушка Джеки

## Производство
Фильм был произведён, чтобы помочь обанкротившемуся режиссёру Чжан Чэ. Когда актёры Дэвид Цзян и Дэнни Ли узнали о финансовом положении Чэ, они разработали сюжет будущего фильма наподобие «Светлого будущего». Джон Ву срежиссировал около 60 % фильма.

## Выход
«Просто герои» вышли в кинопрокат Гонконга 14 сентября 1989 года. Фильм не стал большим финансовым успехом в Гонконге, собрав HK$ 7 913 329 и заняв тем самым 48 место по кассовым сборам по итогам года. Все деньги от фильма были отданы Чжан Чэ, чтобы тот смог уйти из кино. Вместо того, чтобы использовать полученные средства в качестве достойного «ухода на пенсию», Чэ использовал их, чтобы срежиссировать другой фильм.

## Критика
| Рейтинги                | Рейтинги |
| Издание                 | Оценка   |
| ----------------------- | -------- |
| Allrovi                 | [ 7 ]    |
| Internet Movie Database | [ 8 ]    |
| Empire                  | [ 9 ]    |
| Digital Retribution     | [ 10 ]   |
| HKcinema.ru             | [ 11 ]   |

В обзорах различных веб-сайтов критика ровная, скорее благожелательная.

## Комментарии
1. ↑  Буквальный английский перевод китайского названия.
2. ↑  Исполнительный продюсер.